# Javier Bedoya de Vivanco
Javier Alonso Bedoya de Vivanco (San Isidro, 23 de septiembre de 1948) es un abogado y político peruano. Líder del Partido Popular Cristiano, fue congresista de la república durante 2 periodos y diputado desde 1985 hasta su disolución en 1992. También ejerció como regidor de Lima en 1981.

## Biografía
Nació en Distrito de San Isidro, ubicado en la ciudad de Lima, el 23 de septiembre de 1948. Es hijo de Luis Bedoya Reyes, líder histórico del Partido Popular Cristiano, y de Laura de Vivanco Sotomayor. Es hermano del exalcalde de Miraflores, Luis Bedoya de Vivanco.
Realizó sus estudios primarios en el Colegio Inmaculado Corazón y sus estudios secundarios en el Colegio Santa María Marianistas. Estudió la carrera de Derecho y Ciencias Políticas en la Pontificia Universidad Católica del Perú.
En 1977 se casó con Norma Denegri Ponce de León en la capilla del Colegio Santa María Reyna. Junto con su esposa tuvieron 4 hijos: Mónica Bedoya Denegri, Javier Bedoya Denegri, Carolina Bedoya Denegri y Alonso Bedoya Denegri.
Se desempeña como abogado del Estudio Bedoya Abogados, estudio que tiene como especialidad el Derecho Constitucional, Civil, Comercial, Mercantil, Financiero, de Propiedad Industrial, Tributario, Laboral, Procesal Civil, Administrativo y Municipal. Ejerció la docencia como catedrático de la Facultad de Derecho de la Universidad de Lima en el período de 1993 hasta 2004, dictando los cursos de Derecho Constitucional II y III (Garantías Constitucionales).

## Carrera política
Fue militante del Partido Popular Cristiano desde su fundación en 1966. Dentro del PPC, ejerció como subsecretario provincial de Lima del PPC de 1983 a 1986, como secretario general colegiado del partido en el período 1989-1992, miembro de la Comisión Política y del Comité Ejecutivo Nacional. Desde el 2001 hasta el 2011 fue el vicepresidente del partido.
Fue también presidente interino del Partido Popular Cristiano.

### Regidor de Lima
Su carrera política se inicia en las elecciones municipales de 1980, donde Bedoya fue elegido como regidor de la Municipalidad de Lima por el Partido Popular Cristiano para el periodo municipal 1981-1983.

### Diputado por Lima
En las elecciones parlamentarias de 1985, Bedoya postuló a la Cámara de Diputados representando a Lima por Convergencia Democrática, alianza política conformadas por el Partido Popular Cristiano y el Movimiento de Bases Hayistas liderados por Luis Bedoya Reyes. Finalmente, Bedoya logró ser elegido como diputado, con 20,073 votos, para el periodo parlamentario 1985-1990.
Durante su labor parlamentaria, fue miembro de la Comisión de Defensa Nacional y Orden Interno y miembro de la Comisión de Descentralización durante el periodo 1985-1986. Fue también miembro de la Comisión de Derechos Humanos, presidente de la Comisión de Establecimientos Penales (1986-1987), miembro de la Comisión de Gobiernos Locales, Corporaciones y Proyectos Especiales, miembro de la Comisión de la Antártida y Fondos Marinos y miembro de la Comisión Investigadora SINACOSO (1987-1988).
Fue también miembro de la Comisión de Defensa y Orden Interno, miembro de la Comisión Investigadora del Servicio Interprovincial de Transporte de Pasajeros (1988-1989) y miembro de la Comisión de Defensa Nacional y Orden Interno y Miembro de la Comisión de Regionalización, Descentralización y Gobiernos Locales durante 1989-1990.
Al culminar su primera gestión, Bedoya postuló para un segundo mandato en las elecciones parlamentarias de 1990 como miembro del Frente Democrático de Mario Vargas Llosa y fue reelegido diputado para periodo 1990-1995 con 42,898 votos.
Ejercía como miembro de la Comisión de Defensa, sin embargo, su cargo luego fue disuelto el 5 de abril de 1992 tras el condenado golpe de Estado decretado por el expresidente Alberto Fujimori.
Bedoya formó parte de la oposición al régimen dictatorial junto a los diputados disueltos. Tras la disolución del Congreso de la República, prefirió no participar en política hasta la entrada de un nuevo régimen democrático, por lo que se dedicó a la docencia y al Estudio Bedoya Abogados, del cual es socio.

## Regreso a la política
Luego de la caída de la dictadura de Alberto Fujimori, el entonces presidente interino Valentín Paniagua convocó a nuevas elecciones generales para el año 2001 donde Bedoya volvió a la política como candidato al Congreso de la República por la alianza Unidad Nacional liderada por Lourdes Flores, sin embargo, Bedoya no resultó elegido.

### Congresista de la República
En las elecciones del 2006, Bedoya volvió a postular al Congreso de la República por Unidad Nacional y logró ser elegido nuevamente como congresista de la república, con 59,557 votos, para el periodo parlamentario 2006-2011.
Durante su gestión parlamentaria, Bedoya fue vocero principal y presidente del Grupo Parlamentario de Unidad Nacional. También fue miembro de la Comisión Permanente, de la Comisión de Constitución y presidente del Grupo de Estudio de Decretos Legislativos durante el periodo legislativo 2006-2007.
Postuló a la presidencia del Congreso de la República como miembro de la oposición y compitiendo contra Luis Gonzales Posada del Partido Aprista Peruano. Culminando la elección, Bedoya fue vencido tras solo obtener 49 votos frente a los 66 votos de Gonzales Posada.
Bedoya luego postuló a la reelección en las elecciones parlamentarias del 2011 por Alianza por el Gran Cambio de Pedro Pablo Kuczynski y fue reelegido para el periodo 2011-2016.
Fue secretario de la Comisión de Inteligencia.
En julio del 2014, fue nuevamente candidato a la presidencia del Congreso por los miembros de la oposición contra la candidatura oficialista de Ana María Solórzano. Finalmente, Bedoya perdió en segunda vuelta contra Solórzano quien obtuvo la mayoría de votos.
Luego de culminar su periodo, Bedoya intentó postular nuevamente a la reelección en las elecciones parlamentarias del 2016 por la Alianza Popular, sin embargo, no resultó reelegido.
En 2021, reapareció como opositor al gobierno del expresidente Pedro Castillo.